# Zager and Evans
Zager and Evans — американський поп-рок-дует з міста Лінкольн, штат Небраска. Група, яка отримала назву за прізвищами двох її членів, Денні Загера і Ріка Еванса, існувала наприкінці 1960-х — початку 1970-х років. Найбільшу популярність дуету приніс сингл «In the Year 2525», який став хітом і займав 1 місце в чартах США та Великої Британії 1969 року. Втім дует не зміг довго протриматися на плаву і, так і не повторивши успіх, на початку 1970-х пішов зі сцени.

## Історія
Загер і Еванс познайомилися в університеті Небраски, пізніше до них приєднався барабанщик Денні Шиндлер (згодом член The Benders). Так з'явилася молода група The Eccentrics, розділена з відправкою Шиндлера у В'єтнам в 1965 році.
Згодом до колективу, до того часу перейменованому в Zager and Evans, приєднався Марк Дальтон, теж уродженець Небраски, що грав на бас-гітарі. Першого ударника Пола Махера змінив Дейв Трапп.
У 1968 році ансамбль записав композицію «In The Year 2525», яку Рік склав ще кілька років тому, але досі не опублікував.
Пісня розповідала песимістичну історію майбутнього людства і попереджала людей про зворотний бік удосконалення технологій. Неабиякі тексти і прилипливий мотив забезпечили пісні хороший старт і, будучи спочатку виданою синглом на невеликому лейблі «Truth», він дав команді регіональний успіх і привів до укладення контракту з «RCA Records».
У 1969 році «In The Year 2525» очолила чарти по обидві сторони Атлантики. Пісня була на вершині «Billboard» і в день висадки американців на Місяці, і в розпал Вудстоку, а в липні 1969 року продажі платівки досягли золотого рівня. Тим часом «RCA Records» зарядила в продаж і повнометражний альбом, названий на честь головного хіта групи. Практично весь матеріал на диску мав авторство Еванса, а аранжування виконав Боббі Крістіан. Лонгплей містив дюжину фолк-поп-рокових композицій, серед яких на себе також звертали увагу похмуро-красива тема «Fred» і найжорсткіший номер «Taxi Man», проте альбом увійшов до тридцятки лише завдяки титульній композиції.
Між тим, знайшлися охочі заробити на швидкоплинній популярності «Zager & Evans», і в тому ж 1969-му фірма «White Whale Records» викинула в продаж платівку «The Early Writing Of Zager & Evans».
Цікаво, що цей диск мав дуже туманне ставлення до творчості групи, оскільки на його першій стороні звучали ранні записи «The Eccentrics», а на звороті знаходилися речі у виконанні зовсім іншого ансамблю «J. K. And Company».
Реальне поповнення дискографії «Zager & Evans» відбулося в 1970 році, коли RCA представила їх однойменний альбом. Робота мала ухил у футуристичну психоделію, але, на жаль, не змогла породити жодного значущого хіта. І якщо сингл «Mr. Turnkey» зайняв лише 106 сходинку, інший супровідний міньйон, «Listen To The People» (до речі, досить близький за музикою до «In The Year 2525») взагалі залишився поза чартами.
На початку 70-х дует перемістився на «Vanguard Records», де зробив ще одну спробу повернутися на музичний олімп. На жаль, дива не сталося, і платівку «Food For The Mind» публіка залишила без уваги. За творчими невдачами відбулися внутрішні конфлікти, і незабаром команда розпалася. І якщо Еванс, перед тим як зникнути з поля зору, пробував і далі писати пісні і випускати диски, то Загер зайнявся викладанням музики і заснував фірму з виробництва гітар.
В лютому 2018 року Рік Еванс помер у Санта-Фе, штат Нью-Мексико.

## Дискографія

### Альбоми
| Рік  | Альбом                                         | Billboard 200 | Record Label        |
| ---- | ---------------------------------------------- | ------------- | ------------------- |
| 1969 | 2525 (Exordium & Terminus)                     | 30            | RCA Victor          |
| 1969 | The Early Writings of Zager & Evans and Others | –             | White Whale Records |
| 1970 | Zager & Evans                                  | –             | RCA Victor          |
| 1971 | Food for the Mind                              | –             | Vanguard Records    |

### Сингли
| Рік  | Назва                                    | Вища позиція в чарті | Вища позиція в чарті | Вища позиція в чарті | Вища позиція в чарті | Record Label     | B-side                       | Альбом                     |
| Рік  | Назва                                    | US                   | AC                   | UK                   | AUS                  | Record Label     | B-side                       | Альбом                     |
| ---- | ---------------------------------------- | -------------------- | -------------------- | -------------------- | -------------------- | ---------------- | ---------------------------- | -------------------------- |
| 1969 | «In the Year 2525 (Exordium & Terminus)» | 1                    | 1                    | 1                    | 2                    | RCA Victor       | «Little Kids»                | 2525 (Exordium & Terminus) |
| 1969 | «Mr. Turnkey»                            | 106                  | –                    | –                    | 86                   | RCA Victor       | «Cary Lynn Javes»            | Zager & Evans              |
| 1969 | «Listen to the People»                   | –                    | –                    | –                    | –                    | RCA Victor       | «She Never Sleeps Beside Me» | Zager & Evans              |
| 1970 | «Help One Man Today»                     | –                    | –                    | –                    | 94                   | RCA Victor       | «Yeah 3 2»                   |                            |
| 1970 | «Crutches»                               | –                    | –                    | –                    | –                    | RCA Victor       | «Plastic Park»               | Zager & Evans              |
| 1971 | «Hydra 15,000»                           | –                    | –                    | –                    | –                    | Vanguard Records | «I Am»                       | Food for the Mind          |